# Óis do Bairro
Óis do Bairro era una freguesia portuguesa del municipio de Anadia, distrito de Aveiro.

## Historia
Fue suprimida el 28 de enero  de 2013, en aplicación de una resolución de la Asamblea de la República portuguesa promulgada el 16 de enero de 2013 al unirse con las freguesias de Aguim y Tamengos, formando la nueva freguesia de Tamengos, Aguim e Óis do Bairro.